# Nieuwmarkt (metropolitana di Amsterdam)

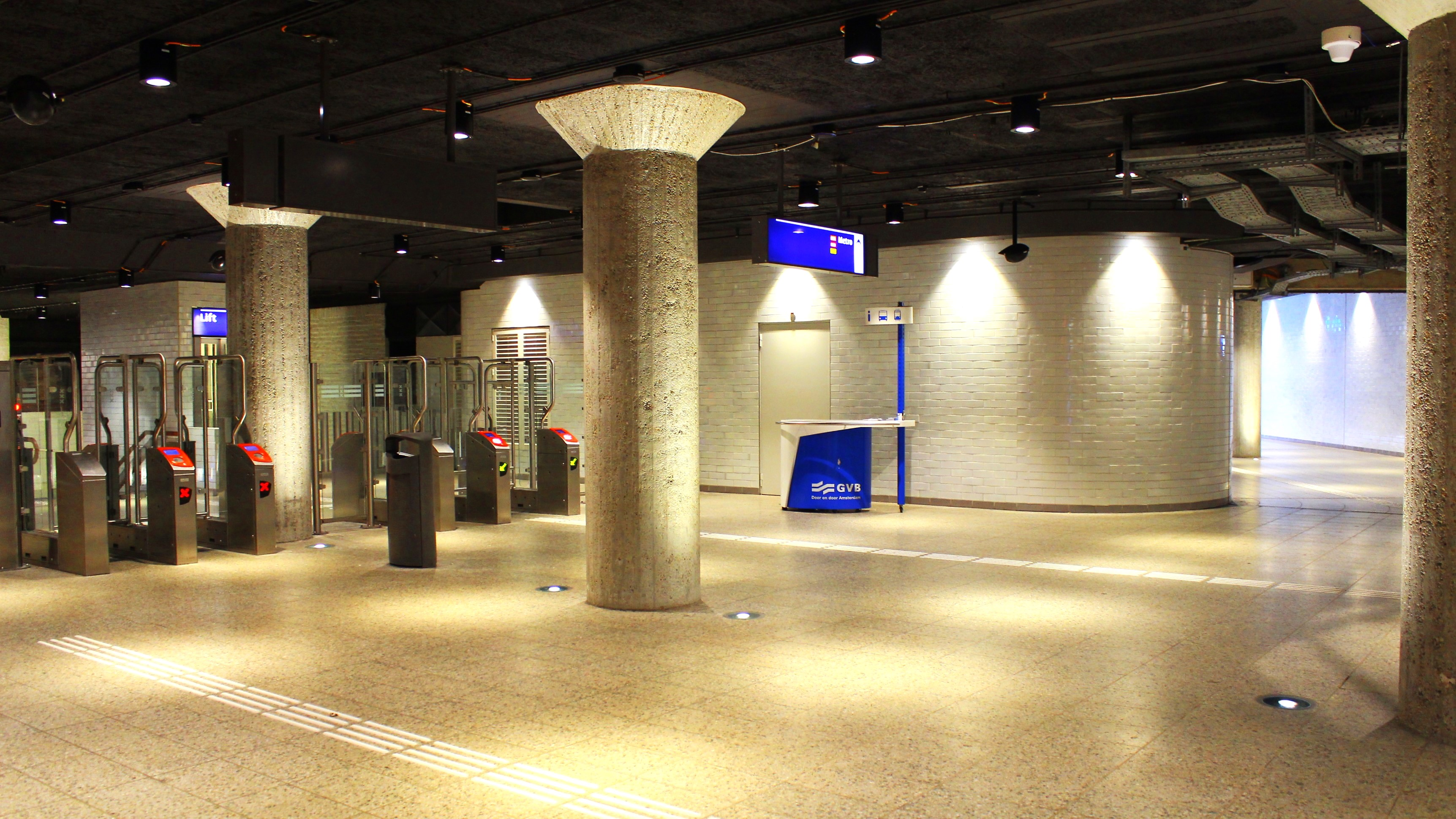

Nieuwmarkt è una stazione della metropolitana di Amsterdam che si trova nel centro di Amsterdam in prossimità del Nieuwmarkt.
La stazione Nieuwmarkt è stata inaugurata nel 1980 ed è servita da 3 linee: la 51, la 53 e la 54.
La stazione della metropolitana è accessibile solo con un OV-chipkaart o con il GVB Travel Pass.
All'interno della stazione si trova un'opera che mostra una palla demolitrice mentre demolisce un muro, a ricordo dei tumulti del 1975 quando i residenti di Amsterdam si ribellarono alla demolizione di alcune case per permettere la costruzione della metropolitana.